# بیمبولات واتایف
بیمبولات واتایف (۱۵ مارس ۱۹۳۹–۹ مه ۲۰۰۰) بازیگر اهل اتحاد شوروی و روسیه بود.

## فیلم‌شناسی
- جاده‌های آتشین (مجموعه تلویزیونی) (۱۹۷۸)
- افسانه سیاوش (۱۹۷۶)
- ابوریحان بیرونی (۱۹۷۴)
- در شن‌های سیاه (۱۹۷۳)
- رستم و سهراب (۱۹۷۱)
- افسانه رستم (۱۹۷۱)
- چرمن (۱۹۷۰)
- شاهزاده ایگور (۱۹۶۹)
- به نام قانون (۱۹۶۸)
- وداع (۱۹۶۶)
- هفت باد (۱۹۶۲)